# Festival international du film fantastique de Neuchâtel 2002
 (août 2023).
Si vous disposez d'ouvrages ou d'articles de référence ou si vous connaissez des sites web de qualité traitant du thème abordé ici, merci de compléter l'article en donnant les références utiles à sa vérifiabilité et en les liant à la section « Notes et références ».
La 2e édition du Festival international du film fantastique de Neuchâtel s'est tenue du jeudi 4 au dimanche 7 juillet 2002 et a accueilli environ 4 000 spectateurs pour une quarantaine de films .
Lieux : Apollo 1, Apollo 2, Apollo 3, Arcades (Cérémonie de clôture)

## Jurys et invités

### Le jury international
- Valerio Evangelisti écrivain ( Italie)
- Lionel Delplanque réalisateur ( France)
- Ben Hopkins réalisateur ( Royaume-Uni)
- Franziska Oliver, journaliste DRS ( Suisse)

### Jury du concours SSA/Suissimage du meilleur court-métrage fantastique suisse
- Cyril Thurston, distributeur
- Frédéric Maire, critique/Festival Locarno ( Suisse)
- Laurent Guido, historien du cinéma

### Invités d’honneur
- Stuart Gordon réalisateur ( États-Unis)
- Brian Yuzna réalisateur ( États-Unis)

### Autres Invités
- Sion Sono réalisateur ( Japon)
- Bob Keen, créateur d'effets spéciaux ( Royaume-Uni)
- Andrew Parkinson, réalisateur ( Royaume-Uni)
- Jackie Eagan, productrice ( Royaume-Uni)

## Sélection

### Longs métrages

#### International competition
- 2009: Lost Memories (2009 loseuteu maemorijeu, 2002) de Lee Si-myung ( Corée du Sud) (Première internationale)
- Dog Soldiers (2002) de Neil Marshall ( Royaume-Uni)
- Fausto 5.0 (2001) de Isidro Ortiz, Àlex Ollé et Carlus Padrissa ( Espagne)
- Ichi the Killer (Koroshiya 1, 2001) de Takashi Miike ( Japon)
- Planet der Kannibalen (2001) de Hans-Christoph Blumenberg ( Allemagne)
- Suicide Club (Jisatsu sâkuru, 2001) de Sono Sion ( Japon)
- Stranded (2001) de María Lidón (sous le nom de Luna) ( Espagne)
- The Yin-Yang Master (Onmyoji, 2001) de Yōjirō Takita ( Japon) (Première européenne)

#### Cérémonies
- Fausto 5.0 (2001) de Isidoro Ortiz ( Espagne) Ouverture
- Si vous le voulez, tuez-le de ma part (2002) d'Olivier Béguin ( Suisse) (Court-métrage en ouverture de la cérémonie de clôture, Première mondiale)
- Arac Attack, les monstres à huit pattes (Eight Legged Freaks, 2002) de Ellory Elkayem ( États-Unis) Clôture

#### Films of the Third Kinds
- Electric Dragon (Electric Dragon 80.000 V, 2001) de Ishi Sogo ( Japon)
- Don't Ask Don't Tell (2002) de Doug Miles ( États-Unis)
- Dead Creatures (2001) de Andrew Parkinson ( États-Unis)

#### Fantastic Premiere
- Scooby-Doo (2002) de Raja Gosnell ( États-Unis)
- Windtalkers (2002) de John Woo ( États-Unis)

#### Retrospective Stuart Gordon / Brian Yuzna
- Le Puits et le Pendule (The Pit and the Pendulum, 1990) de Stuart Gordon ( États-Unis)
- Space Truckers (1997) de Stuart Gordon ( États-Unis)
- Aux portes de l'au-delà (From Beyond, 1986) de Stuart Gordon ( États-Unis)
- Les Gladiateurs de l'Apocalypse (Robot Jox, 1989) de Stuart Gordon ( États-Unis)
- Dolls (1987) de Stuart Gordon ( États-Unis)
- Re-Animator (1985) de Stuart Gordon ( États-Unis)
- Bride of Re-Animator (1990) de Brian Yuzna ( États-Unis)
- The Progeny (1998) de Stuart Gordon ( États-Unis)
- Dagon (2001) de Stuart Gordon ( Espagne)
- Faust, Love of the Damned (2000) de Brian Yuzna ( États-Unis,  Espagne)
- Le Dentiste (The Dentist, 1996) de Brian Yuzna ( États-Unis)
- Le Dentiste 2 (The Dentist 2, 1998) de Brian Yuzna ( États-Unis)
- Necronomicon (1993) de Brian Yuzna, Shūsuke Kaneko, Christophe Gans ( États-Unis)
- The Guyver (Guyver , 1991) de Screaming Mad George ( États-Unis)
- Chérie, j'ai rétréci les gosses (Honey, I Shrunk the Kids, 1989) de Joe Johnston  ( États-Unis)
- Society (1989) de Brian Yuzna ( États-Unis)
- Arachnid (2001) de Jack Sholder ( États-Unis)

#### Au Bleu Café (DVD)
- Tuvalu de Veit Helmer ( Allemagne)
- Gemini de Shinya Tsukamoto ( Japon)
- Ring de Hideo Nakata ( Japon)

### Courts-métrages

#### Programme 1
- La colonie pénitentiaire (2001) d'Yvan Lager ( Suisse)
- Aufhellungen im Laufer des Tages (2001) d'Anna-Lydia Florin ( Suisse)
- Reset (2001) de Sébastien Dubugnon ( Suisse)
- Sjeki Vatcsh! (2001) de Thomas Ott ( Suisse)

#### Programme 2
- Feuerspiel (2001) de Risa Madoerin ( Suisse)
- Joshua (2002) d'Andread Müller ( Suisse)
- The Revenge of the Flower Pots (2001) de Pierre Monnard ( Suisse)
- The Revenge of the Marionette Motor (2001) de François Boetschi ( Suisse)

## Événements spéciaux
- Au commencement de "L'histoire sans fin 2" (Exposition en collaboration avec la Maison d'Ailleurs)
- ELXT 90 (Explosive Lunatic Xtreme Theater)
- Mutants & Zombies Party (ou Bal Costumé comme on disait dans le bon vieux temps)

## Palmarès
| Prix                                                                      | Attribué à                           | Pays       |
| ------------------------------------------------------------------------- | ------------------------------------ | ---------- |
| Prix H. R. Giger Narcisse du meilleur film                                | The Yin-Yang Master de Takita Yojiro | Japon      |
| Prix du Jury                                                              | Ichi the Killer de Takashi Miike     | Japon      |
| Prix TSR du public                                                        | Don't Ask Don't Tell de Doug Miles,  | États-Unis |
| SSA/Suissimage Prix H. R. Giger Narcisse du meilleur court métrage suisse | Joshua de Andreas Müller             | Suisse     |